# Lucienne Favre
Lucienne Favre, née le 4 janvier 1894 à Paris et morte le 21 mars 1958 dans la même ville, est une écrivaine française, algérianiste.

## Biographie
Lucienne Favre, née le 4 janvier 1894 à Paris, arrive à Philippeville à l'âge de neuf ans.
Lucienne Favre se marie en 1912 à Paris avec Louis Turlin. À la mort de son mari en 1914, elle s'établit à Alger et se remarie en 1923 avec Me Gaillard, avocat à la cour d'appel d'Alger. Le couple fréquente Edmond Brua, Marcel Camus, Max-Pol Fouchet, Le Corbusier. Me Gaillard se suicide en 1936, et en 1939, Lucienne Favre se remarie à Paris avec René Dard.
Ce fut Colette qui la fit connaitre en France.
En 1934, elle est membre du conseil d'administration de la Ligue internationale des combattants de la paix.

## Publications

### Romans
- Dimitri et la Mort, Ferenczi et fils, 1925
- Bab-el-Oued, Crès  et Cie, 1926  — 8 voix au Femina[6] contre 10 à Charles Silvestre[7]
- L'Homme derrière le mur, préface de Pierre Mac-Orlan, Crès et Cie, 1927
- La Noce, Bernard Grasset, 1929  — critique de Louis Redon dans Alger-étudiant[8]
- Orientale 1930, Bernard Grasset, « Les Écrits », 1930 ; Grand Prix littéraire d'Algérie, 1931
- Tout l'inconnu de la Casbah d'Alger, illustration de Charles Brouty, Alger, Baconnier, 1933
- « Un dimanche dans la Casbah », Les Œuvres littéraires no 184, octobre 1936
- Mille et un jours, les aventures de la belle Doudjda, Gallimard, 1941
- Dans la Casbah, Grasset, 1937
- « Salvator », nouvelle, La Femme de France, 1er février 1938, p. 17-24 lire en ligne sur Gallica
- Le Bain juif, Grasset, 1939
- Mourad, La Toison d'or, 1942
- Doudjda, Denoël, 1946
- Mourad II, Denoël, 1948

### Théâtre
- avec Constance Coline, Isabelle d'Afrique, 1939 lire en ligne sur Gallica  — portrait de Isabelle Eberhardt[9]
- Prosper, légende en quatre parties et douze tableaux, Alger, Baconnier, 1934 ; mise en scène par Gaston Baty au Théâtre Montparnasse  — critique de Colette dans La Jumelle noire, t. 1[10]

### Articles
- « Cinq étages et trois dieux », Alger-étudiant, 11 février 1933, p. 2 lire en ligne sur Gallica
- « Rue des Trois-Couleurs », Alger-étudiant, 24 mars 1933, p. 3 lire en ligne sur Gallica

### Traductions
- The Temptations of Mourad, translated from the French by Willard R. Trask, New York, W. Morrow, 1948

## Distinctions
- Prix littéraire de l'Algérie, 1931, pour l'ensemble de son œuvre[11].
- Prix Corrard de la Société des gens de lettres, 1927, pour L'Homme derrière le mur[11].

## Source
- Lucienne Martini, « Un regard de femme. Lucienne Favre : Orientale 1930 », dans Lucienne Martini, Jean-François Durand, Écrivains français d'Algérie et société coloniale 1900-1950, Éditions Kailash, « Les cahiers de la Sielec » no 5, 2008 (ISBN 978-2-84268-172-2, BNF 41393109), p. 73-97